# Nuoto ai Giochi della XXVIII Olimpiade - 200 metri farfalla femminili

## Record
Prima di questa competizione, il record del mondo (WR) e il record olimpico (OR) erano i seguenti.
| Record mondiale | 2'05"78 | Otylia Jędrzejczak Polonia | 4 agosto 2002 Berlino, Germania     |
| Record olimpico | 2'05"88 | Misty Hyman Stati Uniti    | 20 settembre 2000 Sydney, Australia |

Durante l'evento non è stato migliorato nessun record.

## Batterie
Si sono svolte 5 batterie di qualificazione. Le prime 16 atlete si sono qualificate per le semifinali.

### 1ª batteria
1. Maria Bulakhova, Russia 2:12.99
2. Wan Jung Cheng, Taipei 2:16.25
3. Natalya Samorodina, Ucraina 2:17.15
4. Anja Klinar, Slovenia 2:18.15
5. Wing Suet Chan, Hong Kong 2:18.45
6. Heather Roffey, Isole Cayman 2:19.34
7. Gulsah Gonenc, Turchia 2:20.17
8. Christel Bouvron, Singapore 2:26.21

### 2ª batteria
1. Éva Risztov, Ungheria 2:10.49 -Q
2. Georgina Lee, Gran Bretagna 2:10.99 -Q
3. Dana Kirk, Stati Uniti 2:11.96 -Q
4. Annika Mehlhorn, Germania 2:12.25 -Q
5. Beatrix Boulsevicz, Ungheria 2:12.54
6. Raquel Felgueiras, Portogallo 2:13.08
7. Petra Zahrl, Austria 2:13.92
8. You-Ri Kwon, Corea del Sud 2:14.30

### 3ª batteria
1. Petria Thomas, Australia 2:10.87 -Q
2. Felicity Galvez, Australia 2:11.17 -Q
3. Francesca Segat, Italia 2:11.40 -Q
4. Jie Li, Cina 2:11.77 -Q
5. Aurore Mongel, Francia 2:12.26 -Q
6. Paola Cavallino, Italia 2:12.34 -Q
7. Roser Vives, Spagna 2:13.02
8. Vesna Stojanovska, Repubblica di Macedonia 2:16.51

### 4ª batteria
1. Otylia Jędrzejczak, Polonia 2:09.64 -Q
2. Yūko Nakanishi, Giappone 2:10.04 -Q
3. Kaitlin Sandeno, Stati Uniti 2:10.50 -Q
4. Yukiko Osada, Giappone 2:11.20 -Q
5. María Pelaez, Spagna 2:11.66 -Q
6. Mette Jacobsen, Danimarca 2:11.99 -Q
7. Georgina Bardach, Argentina 2:13.68
8. Vasiliki Angelopoulou, Grecia 2:13.88

## Semifinali

### 1° semifinale
1. Kaitlin Sandeno, Stati Uniti 2:08.77 -Q
2. Yūko Nakanishi, Giappone 2:08.83 -Q
3. Paola Cavallino, Italia 2:10.23 -Q
4. Dana Kirk, Stati Uniti 2:10.69
5. Georgina Lee, Gran Bretagna
6. Yukiko Osada, Giappone 2:11.35
7. Annika Mehlhorn, Germania 2:11.37
8. Maria Pelaez, Spagna 2:12.54

### 2° semifinale
1. Otylia Jedrzejczak, Polonia 2:08.84 -Q
2. Petria Thomas, Australia 2:09.24 -Q
3. Felicity Galvez, Australia 2:09.54 -Q
4. Eva Risztov, Ungheria 2:09.83 -Q
5. Mette Jacobsen, Danimarca 2:10.47 -Q
6. Aurore Mongel, Francia 2:11.13
7. Francesca Segat, Italia 2:11.18
8. Jie Li, Cina 2:13.41

## Finale
1. Otylia Jedrzejczak, Polonia 2:06.05
2. Petria Thomas, Australia 2:06.36
3. Yūko Nakanishi, Giappone 2:08.04
4. Kaitlin Sandeno, Stati Uniti 2:08.18
5. Felicity Galvez, Australia 2:09.28
6. Mette Jacobsen, Danimarca 2:10.01
7. Paola Cavallino, Italia 2:10.14
8. Eva Risztov, Ungheria 2:10.58